# Bengt M. Holmquist
För personer med liknande namn, se Bengt Holmquist
Bengt M. Holmquist, född i Göteborg 1932, död 30 juni 1996,  var överintendent och chef för Statens försvarshistoriska museer (SFHM).
Holmquist växte upp och tog sin studentexamen i Örebro.
Efter fil. kand. i Lund och fil. lic. i konstvetenskap i Göteborg anställdes Bengt Holmquist för att skriva artiklar för Allhems förlags Svenskt konstnärslexikon. 1963 tjänstgjorde han som amanuens under ett år vid Marinmuseum i Karlskrona. Inträdet i museivärlden skedde således inom det område där han sedan kom att fullfölja huvuddelen av sin museimannagärning. Därefter följde några år vid Norrköpings museum. Där verkade han också som musikrecensent för Norrköpings Tidningar-Östergötlands Dagblad (NTÖD).
År 1966 engagerades Bengt Holmquist som förste intendent vid Statens försök med Riksutställningar. Under denna tid var han också biträdande sekreterare 1965 års musei- och utställningssakkunniga (MUS 65). Den 1 januari 1973 blev han förste intendent vid Armémuseum. Befattningen som styresman och chef för Armémuseum tillträdde Bengt Holmquist den 1 november 1980.
Med Bengt Holmquist inleddes en nydaning av Armémuseum organisatoriskt såväl som vad gällde utställningsverksamheten. Ämnesvalet breddades och fick en mer totalförsvarsinriktad karaktär.
När statsmakterna 1985 beslöt att inrätta en särskild befattning som chef för myndigheten Statens försvarshistoriska museer utnämndes Bengt Holmquist till den förste innehavaren. Han ledde myndigheten under en viktig period då bland annat andra etappen av Flygvapenmuseums utbyggnad slutfördes. Några år senare kunde museet också ta i bruk en nybyggd verkstad med tillhörande magasinsutrymmen. För ombyggnaden av Armémuseums lokaler liksom tillkomsten av Marinmuseums nybygge var hans insatser avgörande.
Som reservofficer vid Livregementets grenadjärer (I 3) var Bengt Holmquist väl förtrogen med bakgrunden till det historiska arv för vilket han ansvarade som överintendent och chef för SFHM. Med sin militära bakgrund var det kanske naturligt att Bengt Holmquist också var engagerad i traditionsfrågor. Som chef för SFHM omvandlade han den tidigare Arméns traditionsnämnd till Försvarets traditionsnämnd. Sitt reella erkännande fick nämnden när den under Bengt Holmquists ledning i anslutning till Försvarsbeslutet 1992 utformade de framtida principerna för hur försvarets traditionsarv skulle hanteras i framtiden.
Den sjukdom som ändade Bengts liv medförde att han lämnade chefskapet över SFHM tre år före ordinarie pensionstidpunkt.